# TT262
TT262 (Theban Tomb 262) è la sigla che identifica una delle Tombe dei Nobili ubicate nell'area della cosiddetta Necropoli Tebana, sulla sponda occidentale del Nilo dinanzi alla città di Luxor, in Egitto. Destinata a sepolture di nobili e funzionari connessi alle case regnanti, specie del Nuovo Regno, l'area venne sfruttata, come necropoli, fin dall'Antico Regno e, successivamente, sino al periodo Saitico (con la XXVI dinastia) e Tolemaico.

## Titolare
TT262 era la tomba di:
| Titolare    | Titolo                | Necropoli       | Dinastia/Periodo                 | Note |
| ----------- | --------------------- | --------------- | -------------------------------- | ---- |
| sconosciuto | Supervisore dei campi | Dra Abu el-Naga | XVIII dinastia (Thutmosi III ?); |      |

## Biografia
Nessuna notizia biografica è ricavabile.

## La tomba
Costituita da un'unica sala trasversale di piccole dimensioni, presenta (1 in planimetria) un'area in cui doveva trovarsi una stele, asportata e non identificata; sul lato corto (2) una doppia scena di prete che offre un vaso da libagioni al defunto e alla moglie assisi. Su altra parete (3) il defunto (?) seduto e (4) un prete dinanzi alla coppia seduta. Poco oltre (5) il defunto seduto sotto un padiglione.

### Annotazioni
1. ↑  La numerazione dei locali e delle pareti segue quella di Porter e Moss 1927, p. 334.
2. ↑  La prima numerazione delle tombe, dalla numero 1 alla 252, risale al 1913 con l'edizione del "Topographical Catalogue of the Private Tombs of Thebes" di Alan Gardiner e Arthur Weigall. Le tombe erano numerate in ordine di scoperta e non geografico; ugualmente in ordine cronologico di scoperta sono le tombe dalla 253 in poi.
3. ↑  I campi della Duat, ovvero l'aldilà egizio, si trovavano, secondo le credenze, proprio sulla riva occidentale del grande fiume.
4. ↑  Nella sua epoca di utilizzo, l'area era nota come "Quella di fronte al suo Signore" (con riferimento alla riva orientale, dove si trovavano le strutture dei Palazzi di residenza dei re e i templi dei principali dei) o, più semplicemente, "Occidente di Tebe".
5. ↑  le Tombe dei Nobili, benché raggruppate in un'unica area, sono di fatto distribuite su più necropoli distinte.
6. ↑  Le note di Gardiner e Weigall, tratte dal "Topographical Catalogue", ed. 1913, terminano con la tomba TT252

### Fonti
1. ↑  Gardiner e Weigall 1913.
2. ↑  Donadoni 1999,  p. 115.
3. 1 2 3  Porter e Moss 1927,  p. 344.
4. ↑  Porter e Moss 1927,  p. 344.